# 萊波薩維奇
萊波薩維奇，是科索沃北部米特羅維察區莱波萨维齐市镇内的城镇及行政中心。該市是北科索沃的一部份，大多數人口都是塞爾維亞族。2011年城镇人口数量为3,702人，而整个市镇的人口数量则为13,773人。

## 外部連結
- 莱波萨维齐市镇官方网站 （页面存档备份，存于）